# وزارة المالية (ناورو)
وزارة المالية في ناورو، هي وزارة في دولة ناورو مسؤولة عن الإشراف وتنسيق الإدارة الفعالة للمالية العامة والموارد في البلاد. تتولى إحدى أقسام الوزارة مسؤولية إعداد الميزانية السنوية. ويرأس الوزارة وزير المالية الذي يعينه رئيس ناورو.
وزير المالية الحالي هو الرئيس ديفيد أدينج.